# Antonio Badile
Antonio Badile (* 1518; † 9. August 1560 in Verona) war ein italienischer Maler der Renaissance.
Antonio Badile war der Schüler von Francesco Torbido. Als Lehrer von Paolo Veronese hatte er einen Einfluss auf dessen künstlerische Entwicklung.
Badile starb 1560 in Verona.

## Werke
Antonio Badiles Werke waren von der Venezianischen Malerei, insbesondere von Tizian geprägt.

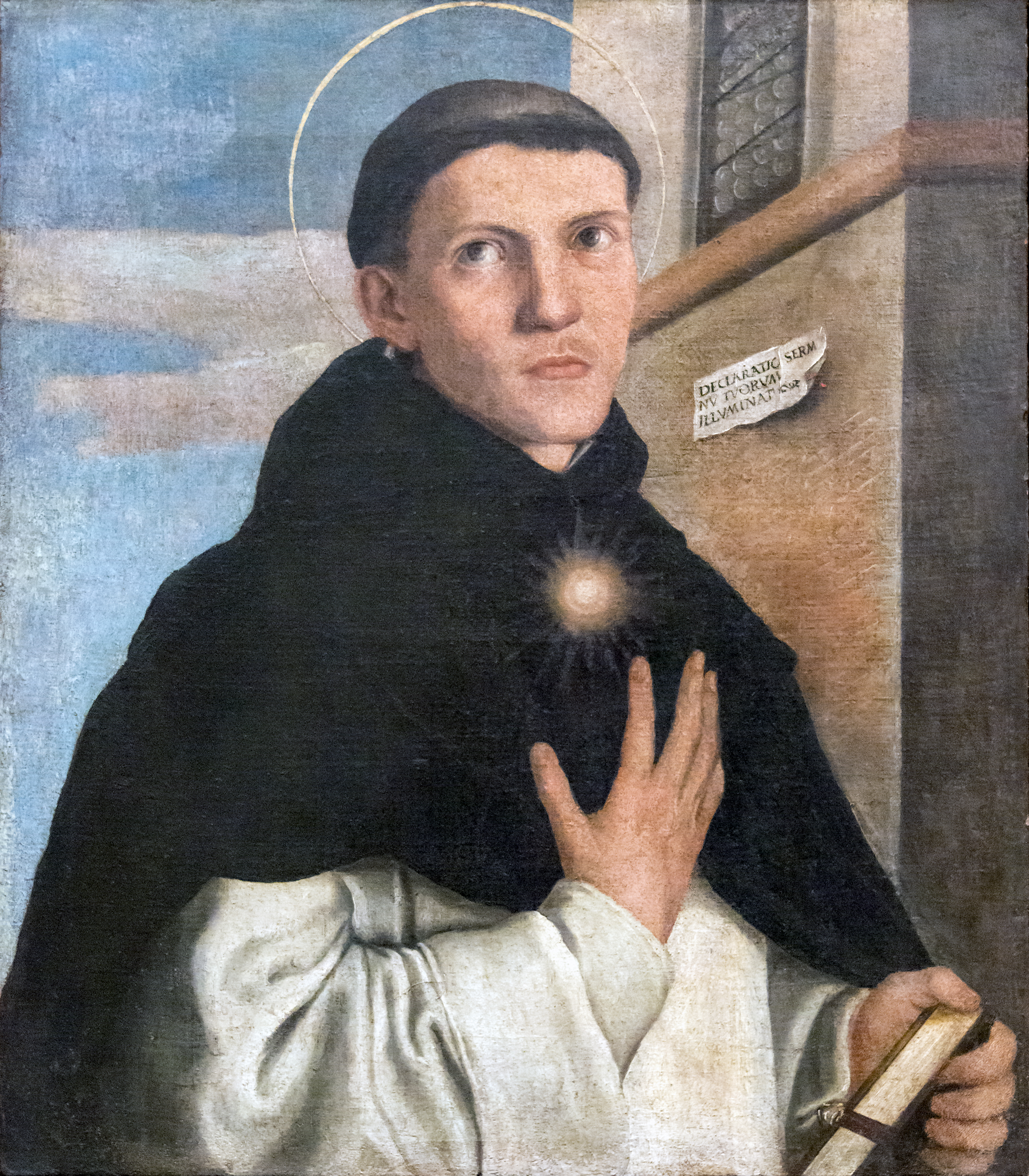
Porträt des Mönchs Salvo Avanzi
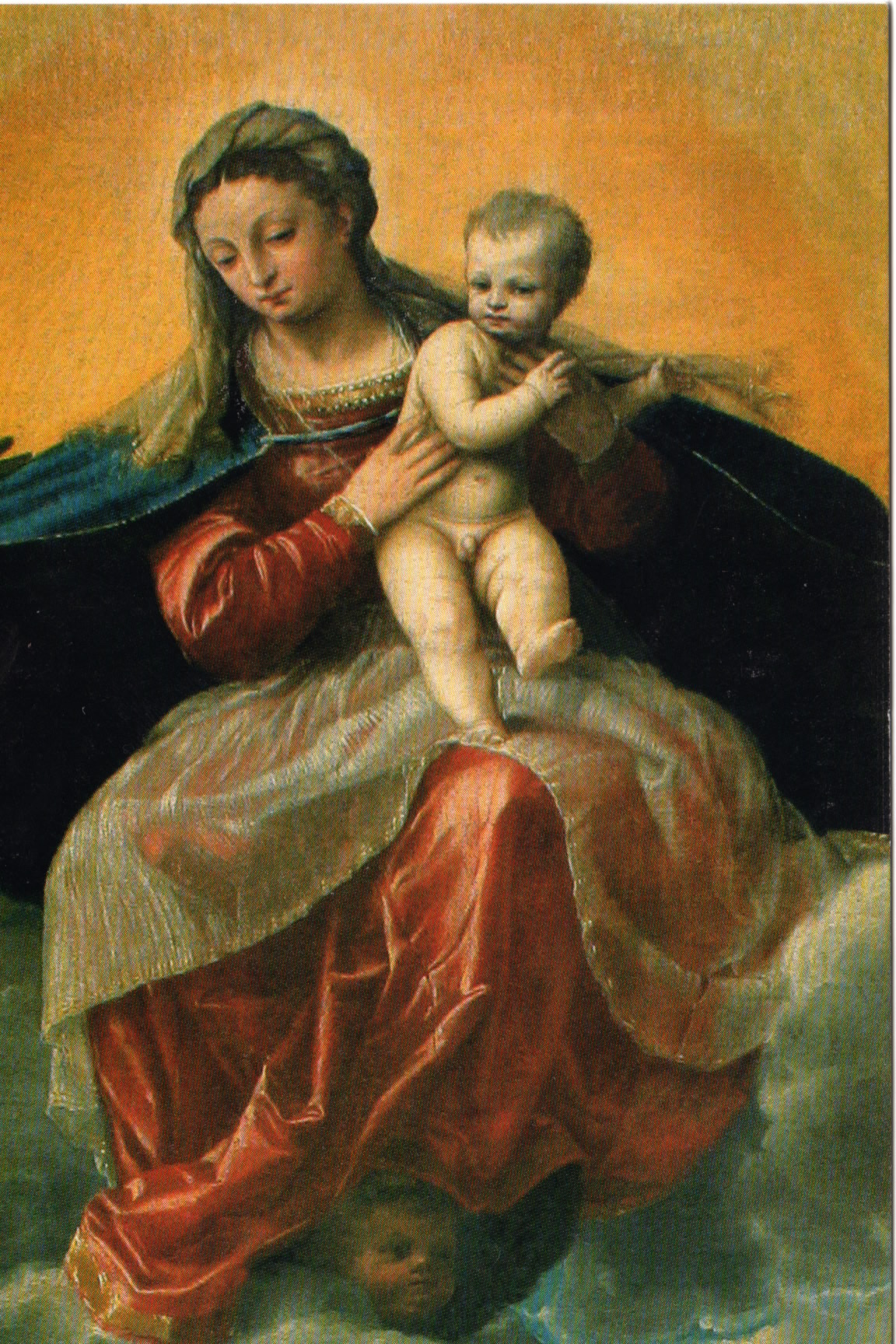
Maria mit ihrem Sohn
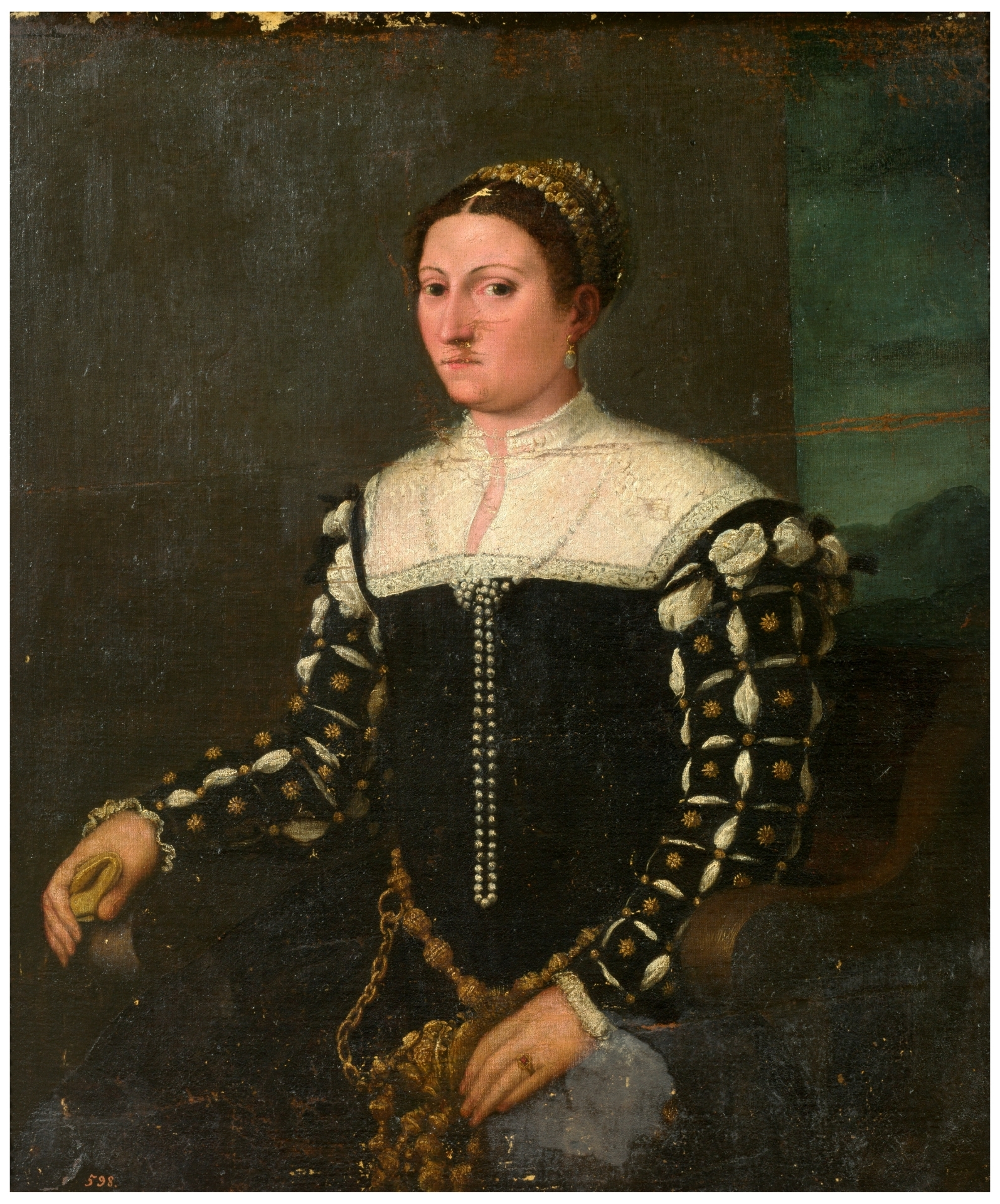
Porträt einer unbekannten Frau
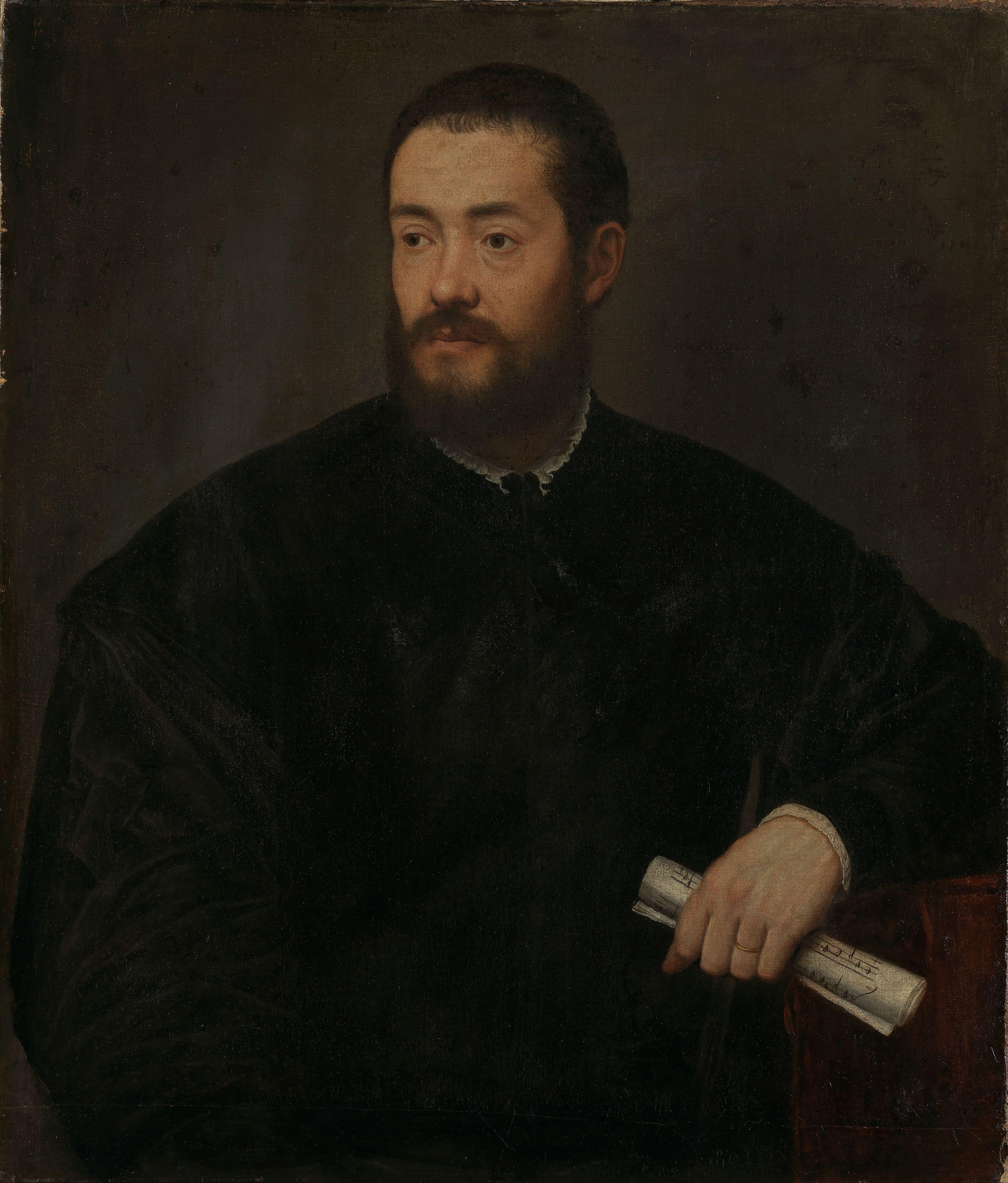
Porträt eines Musikers im Nationalmuseum Oslo
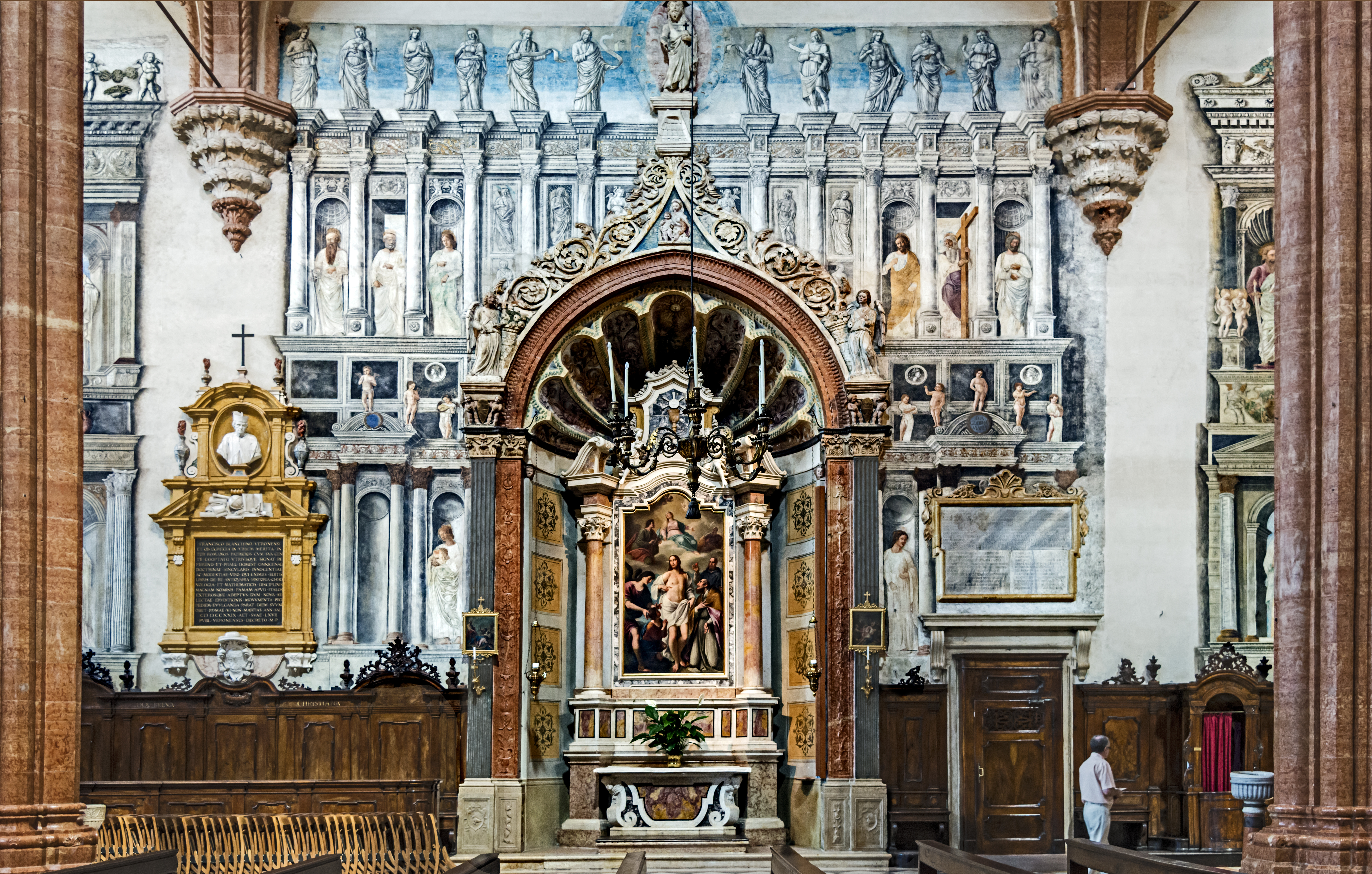
Fresko in der Kapelle Abbazia-Lazzari des Domkomplexes von Verona

Seine Werke sind hauptsächlich in Verona zu finden.